# アイランド・エンジェル
『アイランド・エンジェル』（Island Angel）は、1993年にアルタンが発表した3枚目のスタジオ・アルバム。グリーン・リネット・レコードから（日本では11月25日にミュージックシーンから）発売された。
本作はリリースの1年後に亡くなったオリジナル・メンバーのフランキー・ケネディが参加した最後のアルバムとなった。

## 収録曲
1. トミー・ピープルズ/ウィンドミル/フィンタン・マクマーナスのリール - "Tommy Peoples/The Windmill/Fintan McManus's" – 3:14
2. 若きブリッド・オマリー - "Bríd Óg Ní Mháille" – 5:00
3. ファーマナ・ハイランド/ドニゴール・ハイランド/ジョン・ドハーティーのジョージ四世のリール - "Fernanagh Highland/Donegal Highland/John Doherty's King George IV" – 4:06
4. 人魚 - "An Mhaighdean Mhara" – 2:52
5. アンディ・デ・ジャーリス/インゴニッシュ/マクギー夫人 - "Andy de Jarlis/Ingonish/Mrs. McGee" – 3:34
6. アンディタウン気質/カイルブラック・ランブラー/グラッドストーン - "Humours of Andytown/Kylebrack Rambler/The Gladstone" – 3:15
7. ドゥラモン - "Dúlamán" – 3:42
8. マズルカ - "Mazurka" – 2:42
9. ジャグ・オブ・パンチ（ウィスキー瓶） - "The Jug of Punch" – 3:29
10. グローリー・リール/ヒースの山 - "Glory Reel/The Heathery Cruach" – 2:54
11. アイルランドの娘 - "An Cailín Gaelach" – 3:24
12. ドラムナガリー・ストラスペイ/ピリー・ウィリー/ビッグ・ジョンのリール - "Drumnagarry/Pirrie Wirrie/Big John's" – 3:29
13. アイランド・エンジェル - "Aingeal an Oileáin/Island Angel" – 3:40

## パーソネル

### アルタン
- マレード・ニ・ウィニー (Mairéad Ní Mhaonaigh) - フィドル、ボーカル
- フランキー・ケネディ (Frankie Kennedy) - フルート、ティン・ホイッスル、バック・ボーカル
- キーラン・トゥーリッシュ (Ciarán Tourish) - フィドル、口笛、バック・ボーカル
- ポール・オショネシー (Paul O'Shaughnessy) - フィドル
- キーラン・クラン (Ciarán Curran) - ブズーキ、ギター
- マーク・ケリー (Mark Kelly) - ギター、バック・ボーカル
- ダヒー・スプロール (Dáithí Sproule) - ギター on "The Rosses Highlands"、バック・ボーカル

### ゲスト・ミュージシャン
- ダーモット・バーン (Dermot Byrne) - アコーディオン (1,6,8)
- スティーヴ・クーニー (Steve Cooney) - ダブルベース (7,9)
- トミー・ヘイズ (Tommy Hayes) - パーカッション (7,9,10,12)
- ドーナル・ラニー (Dónal Lunny) - バウロン、キーボード、ブズーキ (1,2,4,7,9,13)
- ニール・マーティン (Neil Martin) - チェロ (2)
- アンナ・ニ・ウィニー (Anna Ní Mhaonaigh) - バック・ボーカル (7)